# Natal'ja Soboleva
Natal'ja Andreevna Soboleva (in russo Наталья Андреевна Соболева?; Mosca, 11 dicembre 1995) è una snowboarder russa.
È sorella di Andrej Sobolev, a sua volta snowboarder di alto livello.

## Biografia
Natal'ja Soboleva ha debuttato in Coppa del Mondo il 5 marzo 2011 nello slalom parallelo di Mosca, giungendo 34ª; ha ottenuto il primo podio (un terzo posto) nello slalom parallelo di Cortina D'Ampezzo del 16 dicembre 2017.
Ha preso parte ai Giochi olimpici invernali di Soči 2014, venendo squalificata durante le qualificazioni del torneo di gigante parallelo e giungendo 15ª nello slalom parallelo dopo essere stata sconfitta da Ester Ledecká negli ottavi di finale.

## Palmarès

### Mondiali
- 1 medaglia:
  - 1 argento (slalom gigante parallelo a Park City 2019)

### Mondiali juniores
- 5 medaglie:
  - 4 ori (slalom parallelo, slalom gigante parallelo a Chiesa in Valmalenco 2014; slalom parallelo, slalom gigante parallelo a Yabuli 2015)
  - 1 bronzo (slalom parallelo a Erzurum 2013)

### Universiadi
- 2 medaglie:
  - 1 argento (slalom parallelo a Krasnojarsk 2019)
  - 1 bronzo (slalom gigante parallelo a Krasnojarsk 2019)

### Coppa del Mondo
- Miglior piazzamento classifica generale di parallelo: 8ª nel 2019
- 4 podi:
  - 1 secondo posto
  - 3 terzi posti